# По волне моей памяти
«По волне́ мое́й па́мяти» — концептуальный альбом композитора Давида Тухманова 1976 года. Назван по одной из вошедших в альбом песен на стихи Николаса Гильена в переводе Инны Тыняновой.
Тухманов определял жанр альбома как арт-рок.
Участвовавшие и не участвовавшие в альбоме музыканты оценивали его как «революцию» в современной им (прежде всего советской) популярной музыке; сразу после своего появления альбом стал в СССР культовым.
Фактическим продюсером альбома, при участии Тухманова, выступила его жена Татьяна Сашко; она же отбирала весь литературный материал для альбома. Бо́льшая часть молодых и малоизвестных на момент издания альбома солистов получила всесоюзную, главным образом аудио-, известность — Мехрдад Бади, Игорь Иванов, Александр Бырыкин, Владислав Андрианов, Сергей Беликов, Людмила Барыкина. Известность двоих солистов, Наталии Капустиной и Александра Лермана, не персонифицировалась — их имена в связи с эмиграцией в США были изъяты из альбома цензурой. Все клавишные партии в альбоме были сыграны самим композитором.

## Идея

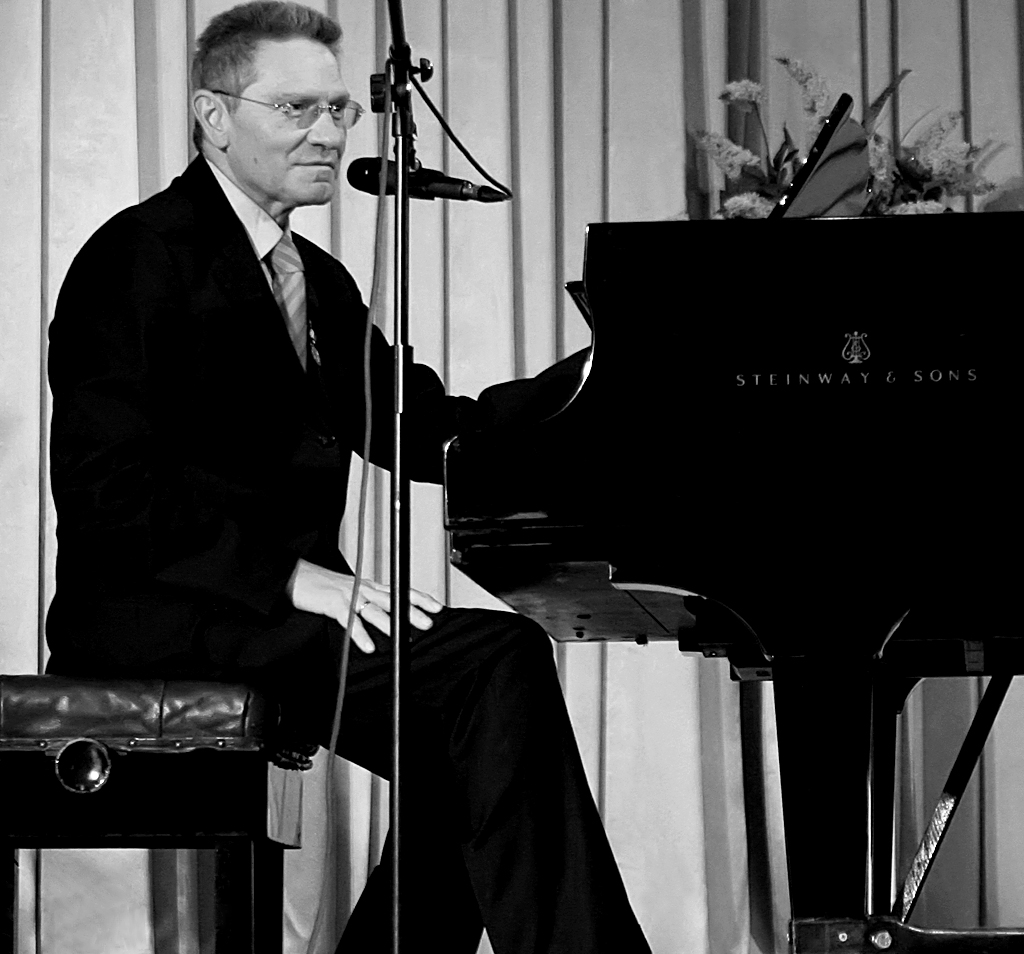
Давид Тухманов. 2007

В середине 1970-х годов, по мнению Давида Тухманова, для популярной музыки в СССР сложилась достаточно уникальная ситуация, в которой сошлись «советская песня с её замечательными чертами, художественными и поэтическими», «новые веяния западной музыки», коммерциализация популярной музыки («фирма „Мелодия“, государственная организация, начала думать о коммерции») и ослабление цензуры («чуть посвободнее стало в прохождении материала»). Сам Тухманов, написавший к этому времени несколько шлягеров, чувствовал, что как композитор реализовался не полностью. Свои знания в области классической музыки он хотел соединить «с ритмическими формами популярной музыки — электронным звучанием, аранжировкой…».
Новизна задачи была ещё и в том, что музыку, «которую можно назвать и эстрадной», Тухманов соединял с классической поэзией. При этом тексты для него были первичны, и на поиск стихов, «которые могли бы уложиться в форму песен и звучать современно», ушло длительное время. Большинство текстов были переводами, и Тухманов решил использовать в песнях цитаты на языке оригинала — чтобы «намекнуть» слушателям на то, что «поэзия-то, в принципе непереводима».
Татьяна Сашко при первой встрече в феврале 1976 года с Сергеем Беликовым, записавшим затем для альбома песню «Сентиментальная прогулка», сказала ему, что суть проекта — «подать классическую поэзию в современной музыкальной обработке».
Время работы над диском также совпало с переломным моментом в советской эстраде, о котором Тухманов говорил: «Пение в современной манере с трудом приживалось на нашей эстраде, считалось, что нужно петь классически поставленными голосами и лучше без микрофона. Но микрофонное пение позволило выявить в голосе новые краски!»
Тухманов называл альбом «циклом», а его написание — «сочинением». Жанр всего альбома он определял как арт-рок.
Альбом задумывался Тухмановым в 1974 году как единое концептуальное произведение. Тухманов вспоминал, что записывался альбом в секретности, у него в домашней студии, и никто не знал, что должно было получиться в итоге. На худсовете «Мелодии» музыка была представлена как «классика», а стихи — как совершенно безобидная «древняя поэзия». 
А мне просто не хотелось афишировать всё раньше времени, мы старались работать так, чтоб поменьше народу было кругом. Чтобы не спугнуть. Я и на худсовете играл и пел эти песни очень мягко, на манер классики, а после того, как худсовет всё утвердил, мы могли писать, петь, играть и записывать что угодно, опасаться было нечего.

## Работа над проектом
Роль Татьяны Сашко
Документально участие Татьяны Сашко в проектах совместно с мужем подтверждают обороты конвертов пластинок фирмы «Мелодия» (см. альбомы «По волне моей памяти» и «НЛО»), где чётко[прояснить] напечатано: «Литературный материал подобран Татьяной Сашко». Это пояснение редактор Владимир Рыжиков (фирма «Мелодия») дал неслучайно. Как писал Сергей Челяев, «я поражался чутью подобравшей лит. материал супруги композитора, поэтессы Татьяны Сашко…». Сам Тухманов признал: «Идея принадлежала моей первой жене Татьяне Сашко — она подбирала стихи».. Принимавший участие в записи альбома, исполнивший шлягер «Из вагантов» певец Игорь Иванов прямо сказал, что она «являлась продюсером всего музыкального материала, написанного в то время», почему-то не добавив «Тухманова» и не пояснив, кем написанного[значимость факта?].

### Инструментальный состав
Ритм-секция (гитара, бас-гитара, ударные)
В 1972 году Давид Тухманов написал цикл эстрадных песен и в поисках исполнителей обратил внимание на созданный год назад вокально-инструментальный ансамбль «Москвичи». Тухманов предложил «Москвичам» три песни, которые с успехом стали ими исполняться: «Как прекрасен этот мир», «Налетели дожди» и «День без выстрела».
Впоследствии коллектив, под новым названием «Верные друзья», стал аккомпанирующим ансамблем для Валерия Ободзинского (с которого в 1973 году был снят годичный запрет на выступления в РСФСР). Во главе коллектива Ободзинский поставил пианиста и аранжировщика Юрия Щеглова, с которым работал в оркестре Лундстрема. Оттуда же Ободзинский пригласил гитариста Бориса Пивоварова, который считался в то время одним из лучших гитаристов в СССР. В начале своей работы в «Верных друзьях» Пивоваров купил себе за очень большие по тому времени 3500 рублей электрогитару Gibson Les Paul Custom (эта гитара, на которой сыграны все сольные гитарные партии альбома «По волне моей памяти», в настоящее время хранится в студии SBI Records Игоря Бабенко).

Валерий Ободзинский и вокально-инструментальный ансамбль «Верные друзья» в 1976 году

В 1975 году Ободзинскому (которому удавалось записываться лишь на миньонах и сборниках разных авторов, а единственный собственный его гигант был записан им ещё в 1970 году) поступило предложение от председателя художественного совета фирмы-монополиста «Мелодия» Никиты Богословского, контролировавшего выпуск всех пластинок, кроме гибких, о совместной записи его, Богословского, песен. Условием Богословского были сотрудничество Ободзинского с согласованными авторами и отказ от работы с Давидом Тухмановым и Леонидом Дербенёвым. Ободзинский согласился, записав в сопровождении «Верных друзей» сначала миньон с четырьмя песнями Богословского, затем, в 1976 году, — гигант «Любовь моя — песня», на который в качестве прощального жеста попала лишь одна песня Дербенёва («Сколько девчонок на свете») и одна — Тухманова («Листопад»).
Однако на этом новом гиганте не оказалось ни одного шлягера, и через полгода после его выхода Ободзинский, понявший свой промах, пришёл к Дербенёву с предложением возобновить сотрудничество. Но ни Дербенёв, ни Тухманов Ободзинского не простили — они не написали для него больше ни одной песни.
Одновременно с разворачиванием этого конфликта Тухманов начинал работу над альбомом «По волне моей памяти» и выбрал в качестве инструменталистов нового проекта ритм-секцию «Верных друзей» — Бориса Пивоварова (гитара), Аркадия Фельдбарга (бас-гитара) и Владимира Плоткина (ударные), оставив себе клавишные.
По некоторым сведениям вся ритм-секция для этого альбома была записана Пивоваровым, Фельдбаргом и Плоткиным за две смены между гастролями ВИА «Верные друзья».
К моменту выхода альбома «По волне моей памяти» в сентябре 1976 года разрыв между Тухмановым и Ободзинским уже давно произошёл, и Тухманов, не без основания считавший «Верных друзей» группой Ободзинского, убрал с обложки альбома все упоминания о них — при том, что принадлежность всех других музыкантов проекта к каким-либо музыкальным коллективам была не без ошибок, но явно обозначена.
Ефим Дымов, возглавлявший «Верных друзей» после разрыва ансамбля в конце 1977 года с Валерием Ободзинским, считал, что если бы Тухманов написал на обложке альбома о принадлежности Пивоварова, Фельдбарга и Плоткина к «Верным друзьям», то популярность ансамбля впоследствии была бы существенно выше.
Сами Пивоваров, Фельдбарг и Плоткин своим участием в тухмановском проекте всегда гордились, и с той же самой ритм-секцией Тухманов тогда же записал вышедшее лишь в 1978 году своеобразное продолжение «По волне моей памяти» — миньон «Памяти гитариста. Памяти поэта».
По выражению журналиста Алексея Михалёва, снявшего к 40-летию выхода альбома документальный фильм «На своей волне», Тухманову удалось «создать суперкоманду, своего рода „сборную Советского Союза“».

### Выбор и работа с солистами
Прежние советские эстрадные певцы, в большинстве певшие классическими поставленными голосами и часто без микрофона, не годились для реализации идеи альбома. Тухманову нужны были солисты, в голосах которых он с помощью микрофона мог выявить «новые краски»:
…Я искал людей современных, молодых, увлечённых музыкой. Работал устный телеграф, мы узнавали, что есть такой музыкант, такой певец, вот ребята из Риги, вот из Москвы… Люди играли в ансамблях при ДК, в ресторанах и с радостью хватались за возможность участвовать в проекте, сделать записи. Может, они были не слишком опытны, но внутренне готовы, чтобы это исполнять.
Я искал певцов, когда песни уже были сделаны. Искал, исходя из того, как бы мне хотелось эти песни услышать, в моей голове они звучали в определённом голосе, тембре, и я старался найти тех, кто ближе к моему «слышанию» подходил. И, по-моему, все справились, обо всех ребятах воспоминания самые чудесные.
Я считал, что работа сложная, эстетически слишком изысканная и вряд ли будет популярна. Повторяю, это был очень короткий период культурной жизни страны, когда сошлись очень многие вещи, ни до, ни после уже не сходившиеся. Что подтверждает моя дальнейшая творческая жизнь: я написал много вещей разной степени успеха, но повторения «По волне моей памяти» уже не случилось.
Музыканты, принявшие участие в записи альбома «По волне моей памяти», независимо друг от друга говорили о «революционности» тухмановского проекта: «это была новая, во многом революционная работа» (Сергей Беликов, 2006); «пластинка стала революцией в советской музыке для того времени» (Владислав Андрианов, 2009).

### Обложка
Обложку альбома рисовал художник и музыкант Александр Шварц. Тухманов приглашал его к себе домой, играл на рояле мелодии, а уже у себя дома Шварц отрисовывал идеи, на которые его вдохновляла эта музыка. На первом варианте обложки не было полосатого фона, и пером были нарисованы фрагменты современной цивилизации: Кремль, космос, ракеты и пр. Эта обложка, по воспоминаниям Шварца, была квалифицирована худсоветом как «не соответствующая идеалам социалистического реализма» и отклонена.
Во втором варианте обложки, идя за стремлением Тухманова к совершенству в музыке, Шварц, по его словам, «решил отразить совершенство человеческого духа». Получилась большая композиция из примерно 20 фигур, которые почти все были «вырезаны» худсоветом — остались лишь крупные фигуры мудреца, статуи Афины и мотоциклиста; в таком виде обложка была утверждена. «Но и эта обложка живёт уже 40 лет — конечно, прежде всего благодаря музыке», — говорил Александр Шварц в 2016 году.
Один из образов обложки, мотоциклист, был найден Шварцем за несколько лет до тухмановской обложки — когда он начал писать свой автопортрет:
Вдруг мне пришло в голову, что в моих зрачках должны как отражение ехать вот эти гоночные мотоциклы. Я их нарисовал. А потом, когда я работал над пластинкой, я вдруг понял, что стремительное движение времени и цивилизации — этот мотоцикл, который издалека надвигается; это то, что мне нужно.

## Выход альбома
Первая партия пластинок появилась в магазинах 9 сентября 1976 года, и это странным образом совпало со смертью Мао Цзэдуна.
Цена альбома в розничной продаже была 2 рубля 15 копеек.
По утверждению телеведущего Юрия Николаева, первый тираж альбома «даже не дошёл до магазинных прилавков, растворившись на чёрных рынках».
Игорь Иванов, исполнивший в альбоме песню «Из вагантов», нигде не мог купить диск с собственной песней и получил его в подарок от Тухманова. По свидетельству Вячеслава Малежика, на чёрном рынке «По волне моей памяти», единственная из советских виниловых пластинок, стоила 80 рублей.
В хит-параде «Звуковая дорожка» газеты «Московский комсомолец» в 1976 году альбом назван самым популярным среди альбомов фирмы «Мелодия», а в 1978 занял 3-е место ", песня «Из вагантов» доходила до 2-го места в 1977.

## Список композиций

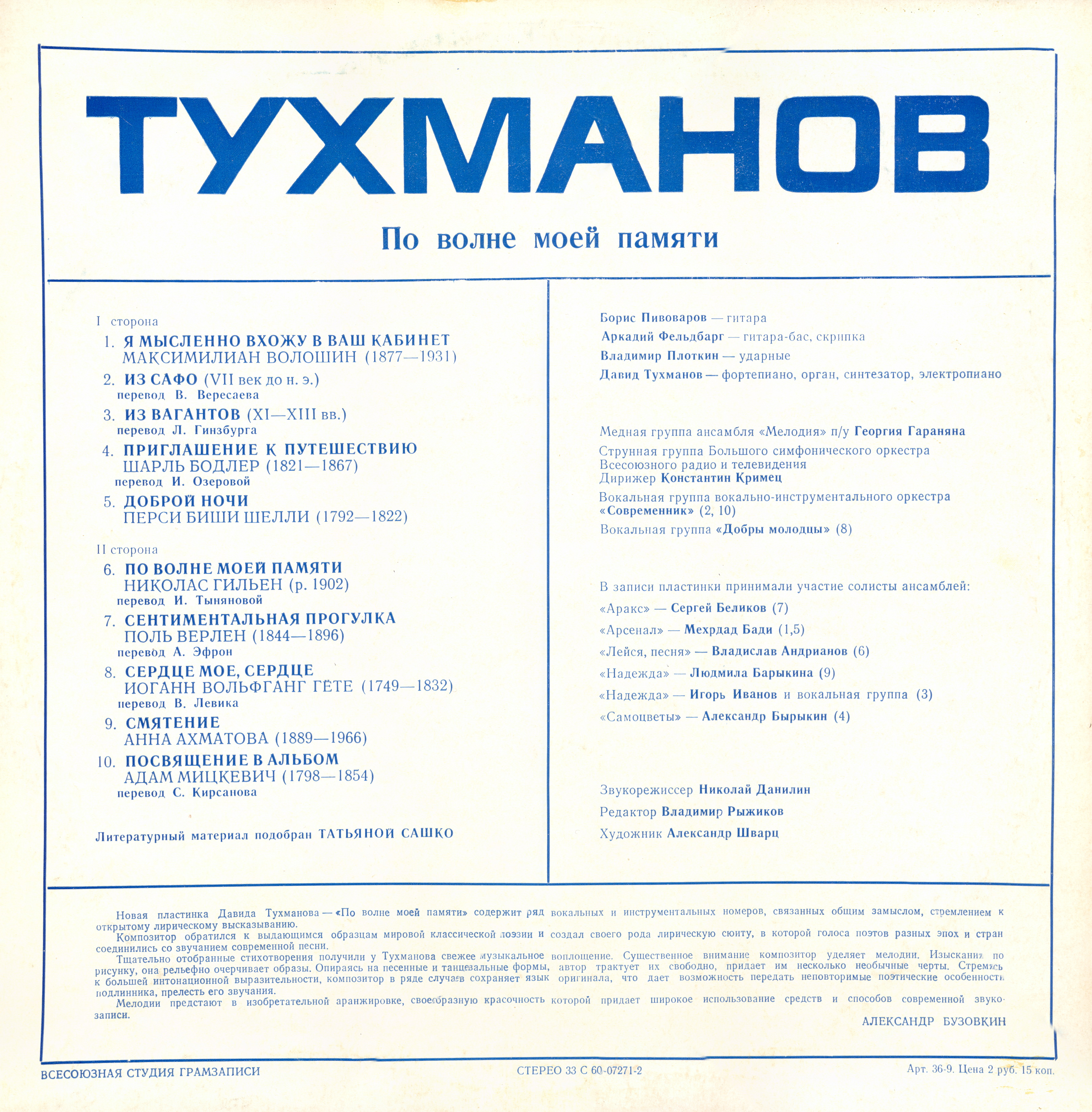
Обратная сторона обложки альбома. Среди солистов отсутствуют имена эмигрировавших в США Наталии Капустиной и Александра Лермана

| №  | Название                         | Текст песни                                           | Вокал | Длительность |
| -- | -------------------------------- | ----------------------------------------------------- | --- | ------------ |
| 1. | «Я мысленно вхожу в ваш кабинет» | Максимилиан Волошин, 1877—1932, адресовано Рашель Хин | Мехрдад Бади                                                                                                 | :            |
| 2. | «Из Сафо»                        | Сапфо, VII век до н. э., перевод В. Вересаева         | Наталия Капустина в сопровождении вокальной группы «Весна» вокально-инструментального оркестра «Современник» | :            |
| 3. | «Из вагантов»                    | ваганты, перевод Льва Гинзбурга                       | Игорь Иванов в сопровождении вокальной группы ансамбля «Надежда»                                             | :            |
| 4. | «Приглашение к путешествию»      | Шарль Бодлер, 1821—1867, перевод Ирины Озеровой       | Александр Бырыкин                                                                                            | :            |
| 5. | «Доброй ночи» ()                 | Перси Биши Шелли, 1792—1822                           | Мехрдад Бади                                                                                                 | :            |

| №  | Название                   | Текст песни                                                 | Вокал                                               | Длительность |
| -- | -------------------------- | ----------------------------------------------------------- | --------------------------------------------------- | ------------ |
| 1. | «По волне моей памяти»     | Николас Гильен, 1902—1989, перевод Инны Тыняновой           | Владислав Андрианов                                 | :            |
| 2. | «Сентиментальная прогулка» | Поль Верлен, 1844—1896, перевод Ариадны Эфрон               | Сергей Беликов                                      | :            |
| 3. | «Сердце моё, сердце»       | Иоганн Вольфганг Гёте, 1749—1832, перевод Вильгельма Левика | Александр Лерман и вокальная группа "Добры молодцы" | :            |
| 4. | «Смятение»                 | Анна Ахматова, 1889—1966                                    | Людмила Барыкина                                    | :            |
| 5. | «Посвящение в альбом»      | Адам Мицкевич, 1798—1854, перевод Семёна Кирсанова          | вокально-инструментальный оркестр «Современник»     | :            |

### Материал, не вошедший в альбом
По свидетельству Игоря Иванова, в песне «Из вагантов» была длинная «красивая кода», которую «потрясающе играл на гитаре» Борис Пивоваров, но Д. Тухманов не взял её в окончательный вариант песни.

## Участники записи
Солисты — вокальная группа вокально-инструментального оркестра «Современник» в составе:
Вера Капустина,
Людмила Иванова,
Наталия Олеарник,
Алла Гавричкина,
Виктор Енченко.
- Борис Пивоваров (гитара)
- Аркадий Фельдбарг (бас-гитара, скрипка)
- Владимир Плоткин (ударные)
- Давид Тухманов (фортепиано, орган, синтезатор, электропиано)
- Медная группа ансамбля «Мелодия» под управлением Георгия Гараняна
- Струнная группа Большого симфонического оркестра Всесоюзного радио и телевидения, дирижёр Константин Кримец
- Звукорежиссёр Николай Данилин
- Редактор Владимир Рыжиков
- Художник Александр Шварц

## Культурное влияние
Тухмановский альбом в значительной мере повлиял на развитие популярной музыки в СССР. Журналист Алексей Михалёв, снявший к 40-летию выхода альбома документальный фильм «На своей волне», так говорил об этом:
Как минимум на два десятилетия пластинка «По волне моей памяти» станет эталоном мастерства и пробудит к творчеству прежде дремавших эстетов. Традиции дендизма и — страшно сказать — декаданса, которые Тухманов вынужденно маскировал под сугубую классику, найдут продолжение в творчестве множества групп.
Писатель и журналист Василий Голованов на страницах журнала «Юность» в марте 1985 года назвал альбом в числе наиболее значимых отечественных произведений, сумевших «потеснить» англоязычный рок.
В 2005 году канал СТС снял одноимённый мюзикл в честь 30-летия выхода альбома, который был показан в канун нового, 2006 года.
В 2014 году радиостанция «Серебряный дождь» включила альбом в перечень «50 культовых пластинок фирмы „Мелодия“».
В 2016 году «Российская газета» в материале к 40-летию выхода пластинки назвала её «настоящей бомбой, отзвуки разрыва от которой слышны до сих пор».

## Переиздания

### На виниле
Пластинка была переиздана в 1977 году чехословацкой государственной компанией Supraphon по лицензии «Мелодии» в серии, издаваемой совместно с еженедельником Mlady Svet — «Diskoteka Mladeho Sveta» под названием «Na vlně mých vzpomínek» (каталожный номер 1 13 2304 H).

### На компакт-диске
В 2005 году фирма «Мелодия» издала альбом «По волне моей памяти» на компакт-диске. Использована оригинальная запись 1975 года, был произведен её цифровой ремастеринг. Оформление диска такое же, как и у оригинального винилового диска, только на обложке и диске добавлены слова «30 лет». Полностью диск называется «По волне моей памяти 30 лет», номер диска в каталоге: MEL CD 60 00915.
Существуют также издания компаний
- MMS Records, Ltd. (1994 год, каталожный номер MMSR-4942, Limited Edition of 5,000 CD, оформление совпадает с оригинальным),

L-Junction (1997 год, каталожный номер LJ CD 018, графическое оформление Игоря Меглицкого пародирует оригинальное) и
- Roff-Audio (2000 год, каталожный номер ROFF CD 015-1, в графическом оформлении использованы другие рисунки И. Меглицкого из той же серии), а также издание компании
- Melodiya Record Company Europe GmbH (2001 год, каталожный номер MRCE-03110).